# Menájem Nájum Tverski
El rabino Menájem Nájum Tverski de Chernóbil (nació en 1730, Norynsk, Volinia, falleció en 1787 en Chernóbil, Mancomunidad de Polonia-Lituania) Tverski fue el fundador de la dinastía jasídica Chernóbil. Menájem, fue un discípulo del Baal Shem Tov, (el rabino Israel ben Eliezer) y del Maguid de Mezeritch. Tverski publicó una de las primeras obras del pensamiento jasídico. El yahrzeit del Rabino Menájem Nájum Tverski tiene lugar el día 11 del mes de Jeshván.

## Biografía
Siendo un niño huérfano, Menájem fue criado por su tío, que lo envió a una de las yeshivas más aclamadas de Lituania, para que allí fuera educado. Después de contraer matrimonio, Menájem se ganó la vida como maestro de muchachos, mientras continuaba estudiando intensivamente la Torá.
Después de la aparición del jasidismo, el Rabino Nájum fue un discípulo del Rabino Baal Shem Tov, el fundador del judaísmo jasídico. Tras el fallecimiento del Baal Shem Tov, el Rabino Nájum aceptó al Maguid de Mezeritch como su mentor. El libro escrito por Tverski, llamado "Meor Einayim" (luz para los ojos) fue publicado después de su muerte, y contiene una colección de sermones sobre la porción semanal de la Torá, así como selecciones del Talmud. El libro ganó una amplia aceptación como una de las mayores obras del pensamiento jasídico. El sucesor del Rabino Menájem, fue su hijo el Rabino Mordejái Tverski. Un nieto del Rabino Menájem, fue el Rabino Yisroel Friedman de Ruzhin.